# Incunabula
Incunabula (от лат. зарождение) — дебютный студийный альбом британского дуэта Autechre, вышедший в 1993 году.

## Об альбоме
Incunabula был выпущен на CD и кассете 29 ноября 1993 года в Великобритании на лейбле Warp Records. Переиздавался на CD в 1994 и 2005 годах. Первый трек с альбома «Kalpol Introl» был использован в фильме Даррена Ароновского «Пи».

## Список композиций
Сторона A
1. «Kalpol Introl» — 3:18
2. «Bike» — 7:57
3. «Autriche» — 6:53
4. «Bronchus 2» — 3:33
5. «Basscadet» — 5:23
6. «Eggshell» — 9:01

Сторона B
1. «Doctrine» — 7:48
2. «Maetl» — 6:32
3. «Windwind» — 11:15
4. «Lowride» — 7:15
5. «444» — 8:55